# Torrutj
Torrutj (auch: Bok, Darūchi-tō, Daruuchi To, Tarwij, Tarwōjirōk, Tegure, Tegure-tō, Tongle Island) ist ein winziges Eiland des Kwajalein-Atolls in der Ralik-Kette im ozeanischen Staat der Marshallinseln (RMI).

## Geographie
Das langgezogene, schmale Motu liegt im südlichen Saum des Atolls, welcher dort nach Norden zieht. Im Süden schließt sich Gehh an. Im Norden schließt sich das zweigeteilte Mann an.

## Klima
Das Klima ist tropisch heiß, wird jedoch von ständig wehenden Winden gemäßigt. Ebenso wie die anderen Orte der Kwajalein-Gruppe wird Torrutj gelegentlich von Zyklonen heimgesucht.